# Повстання Асена та Петра
Повстання Асена і Петра (болг. Въстание на Асен и Петър) — повстання болгар та волохів, що жили в Мезії та Балканських горах, тодішній фемі Парістріон Візантійської імперії, спричиненим підвищенням податків. Воно розпочалося 26 жовтня 1185 року, у день свята Святого Димитрія Солунського, і завершилося відновленням Болгарії та створенням Другого Болгарського царства, яким правила династія Асенів.

## Передумови та початок
Щоб зібрати гроші на своє весілля з дочкою короля Угорщини Бели III, Ісаак II Ангел запровадив новий податок, який тяжким тягарем обвалився на населення Балканських гір. На переговори з імператором до Кіпселли (нині Іпсала) у Фракії спільнота відправила двох лідерів (Петра та Асена). Вони просили внести їх до списків візантійської армії і надати їм землю біля Гемуса, щоб забезпечити грошовий дохід, необхідний для сплати податку. У цьому їм було відмовлено. При цьому з Петром і Асеном поводилися грубо. У відповідь вони пригрозили повстанням.
Після повернення багато хто з протестувальників не захотів приєднатися до повстання. Брати Петро та Асен збудували в Тирнові церкву Святого Димитрія Солунського, присвячену Святому Димитрію, якого традиційно вважали покровителем візантійського міста Салоніки, і стверджували, що святий перестав бути прихильним до візантійців: «Бог вирішив звільнити болгар і волохів і зняти ярмо, яке вони так довго несли». Це спонукало їхніх послідовників нападати на візантійські міста, захоплюючи полонених та худобу. Так був захоплений Преслав, столиця Першого Болгарського царства. Саме після цього символічного інциденту Петро прийняв на себе знаки розрізнення царя (або імператора).

## Тимчасові перемоги візантійців
Навесні 1186 року Ісаак розпочав контрнаступ. Спочатку це було успішно. Під час сонячного затемнення 21 квітня 1186 року візантійці успішно атакували повстанців, багато з яких втекли на північ від Дунаю, встановивши контакт з північно-дунайськими волохами та половцями Понтійського степу. Символічним жестом Ісаак II увійшов до будинку Петра і взяв ікону святого Димитрія, таким чином повернувши собі прихильність святого. Все ще перебуваючи під загрозою засідки з пагорбів, Ісаак поспішно повернувся до Константинополя, щоб відсвяткувати свою перемогу. Таким чином, коли війська болгар і волохів повернулися, підкріплені північними влахами та їхніми союзниками-куманами, вони виявили регіон без захисту та повернули собі не лише свою стару територію, а й усю Мезію, що стало значним кроком до створення нової болгарської держави.

## Визнання незалежності Болгарії
Тепер імператор доручив війну своєму дядькові, Іоанну Севастократору, який здобув кілька перемог над повстанцями, але потім і сам повстав. Його замінив зять імператора, Іоанн Кантакузин, хороший стратег, але незнайомий з партизанською тактикою, яку використовували горяни. Його армія потрапила в засідку, зазнавши великих втрат, після того, як нерозумно переслідувала ворога в горах.
Третім генералом, відповідальним за боротьбу з повстанцями, був Олексій Врана, який, у свою чергу, повстав і повернувся до Константинополя. Ісаак переміг його за допомогою другого зятя, Конрада Монферратського, але ця громадянська боротьба відвернула увагу від повстанців, і Ісаак зміг відправити нове військо лише у вересні 1187 року. До зими візантійці здобули кілька незначних перемог, але повстанці, яким допомагали половці і які використовували свою гірську тактику, все ще утримували перевагу.
Навесні 1187 року Ісаак напав на фортецю Ловеч, алепісля тримісячної облоги не зміг її захопити. Землі між горою Гемус та Дунаєм для Візантійської імперії були втрачені, що призвело до підписання перемир'я, яке фактично визнало правління Асена та Петра над цією територією, що призвело до створення Другого Болгарського царства. Єдиною втіхою імператора було тримати в заручниках дружину Асена та певного Івана (майбутнього Калояна Болгарського), брата двох нових лідерів Болгарської держави.